# Luka Bogdan
Luka Bogdan (Spalato, 26 marzo 1996) è un calciatore croato, difensore dell'AEL Limassol.

## Biografia
Nato a Spalato anche suo padre Franko è stato un calciatore.
È soprannominato "Il gigante buono".

## Caratteristiche tecniche
È un difensore centrale che dimostra buona abilità nel gioco aereo.

## Carriera

### Club
Dopo un percorso giovanile passato fra Adriatic Spalato e Salisburgo, nel 2014 è passato all'HB Køge dove ha esordito nel calcio professionistico disputando l'incontro di 1. Division pareggiato 1-1 contro lo Skive del 25 luglio 2014. Passato a gennaio allo Zavrč, ha disputato 9 incontri prima di firmare per il Krka in vista della stagione successiva.
Il 15 luglio 2016 è stato acquistato per 100.000 euro a titolo definitivo dal Vicenza. Poco impiegato nel corso della stagione, dove ha collezionato 9 presenze in Serie B e 2 in Coppa Italia, il 19 luglio 2017 è passato a titolo definitivo al Catania che versa nelle casse venete 80.000 euro. Divenuto titolare al centro della difesa degli etnei, ha disputato 34 incontri stagionali in Serie C segnando due reti senza tuttavia riuscire a centrare la promozione in Serie B. Il 20 luglio 2018 ha firmato con il Livorno che paga il suo cartellino 300.000 euro, tornando così in Serie B.
Dopo due stagioni e 63 presenze con la squadra toscana, il 25 settembre 2020 è stato acquistato dalla Salernitana con la formula del prestito annuale con obbligo di riscatto. Con il club campano ottiene da protagonista (40 presenze e 4 reti) la promozione in Serie A, venendo inserito nella Top XI del campionato e poi successivamente riscattato per 450.000 euro.
Il 22 agosto 2021 nel corso della prima giornata della Serie A 2021-2022, subentrando al posto di Lassana Coulibaly, esordisce nella massima serie italiana nella sconfitta per 3-2 contro il Bologna.
Il 31 gennaio 2022 dopo sei partite in Serie A viene ceduto in prestito con diritto di riscatto, fissato a 750.000 euro, alla Ternana in Serie B. Chiude l'esperienza rossoverde con 14 presenze e una rete realizzata, non venendo tuttavia riscattato. Il 23 luglio 2022 il prestito viene rinnovato per un altro anno, ma questa volta con l'obbligo di riscatto fissato a 505.000 euro.
Il 30 Agosto 2023 si trasferisce all'Ascoli in prestito con obbligo di riscatto in un'operazione di scambio in cui Federico Dionisi si trasferisce alla Ternana.
Il 24 settembre 2024 viene acquistato da svincolato dai Croati dell'Istria 1961.

### Nazionale
Ha giocato nelle nazionali giovanili croate Under-15, Under-16 ed Under-19.

## Statistiche

### Presenze e reti nei club
Statistiche aggiornate al 4 marzo 2025.
| Stagione           | Squadra            | Campionato         | Campionato | Campionato | Coppe nazionali | Coppe nazionali | Coppe nazionali | Coppe continentali | Coppe continentali | Coppe continentali | Altre coppe | Altre coppe | Altre coppe | Totale | Totale | Totale |
| Stagione           | Squadra            | Comp               | Pres       | Reti       | Comp            | Pres            | Reti            | Comp               | Pres               | Reti               | Comp        | Pres        | Reti        | Pres   | Reti   |        |
| ------------------ | ------------------ | ------------------ | ---------- | ---------- | --------------- | --------------- | --------------- | ------------------ | ------------------ | ------------------ | ----------- | ----------- | ----------- | ------ | ------ | ------ |
| 2014-gen. 2015     | HB Køge            | 1D                 | 14         | 0          | CD              | 1               | 0               | -                  | -                  | -                  | -           | -           | -           | 15     | 0      |        |
| gen.-giu. 2015     | Zavrč              | 1.SNL              | 9          | 0          | CS              | -               | -               | -                  | -                  | -                  | -           | -           | -           | 9      | 0      |        |
| lug.-ago. 2015     | Zavrč              | 1.SNL              | 1          | 0          | CS              | -               | -               | -                  | -                  | -                  | -           | -           | -           | 1      | 0      |        |
| Totale Zavrć       | Totale Zavrć       | Totale Zavrć       | 10         | 0          |                 | 0               | 0               |                    | -                  | -                  |             | -           | -           | 10     | 0      |        |
| ago. 2015-2016     | Krka               | 1.SNL              | 25         | 0          | CS              | -               | -               | -                  | -                  | -                  | -           | -           | -           | 25     | 0      |        |
| 2016-2017          | Vicenza            | B                  | 9          | 0          | CI              | 2               | 0               | -                  | -                  | -                  | -           | -           | -           | 11     | 0      |        |
| 2017-2018          | Catania            | C                  | 30+4       | 2+0        | CI-C            | 1               | 0               | -                  | -                  | -                  | -           | -           | -           | 35     | 2      |        |
| 2018-2019          | Livorno            | B                  | 20         | 1          | CI              | -               | -               | -                  | -                  | -                  | -           | -           | -           | 20     | 1      |        |
| 2019-2020          | Livorno            | B                  | 30         | 1          | CI              | 1               | 0               | -                  | -                  | -                  | -           | -           | -           | 31     | 1      |        |
| Totale Livorno     | Totale Livorno     | Totale Livorno     | 50         | 2          |                 | 1               | 0               |                    | -                  | -                  |             | -           | -           | 51     | 2      |        |
| set. 2020-2021     | Salernitana        | B                  | 20         | 4          | CI              | 1               | 0               | -                  | -                  | -                  | -           | -           | -           | 21     | 4      |        |
| 2021-gen. 2022     | Salernitana        | A                  | 6          | 0          | CI              | 2               | 0               | -                  | -                  | -                  | -           | -           | -           | 8      | 0      |        |
| Totale Salernitana | Totale Salernitana | Totale Salernitana | 26         | 4          |                 | 3               | 0               |                    | -                  | -                  |             | -           | -           | 29     | 4      |        |
| feb.-giu. 2022     | Ternana            | B                  | 14         | 1          | CI              | -               | -               | -                  | -                  | -                  | -           | -           | -           | 14     | 1      |        |
| 2022-2023          | Ternana            | B                  | 13         | 0          | CI              | 1               | 0               | -                  | -                  | -                  | -           | -           | -           | 14     | 0      |        |
| lug.-ago. 2023     | Ternana            | B                  | 1          | 0          | CI              | 1               | 0               | -                  | -                  | -                  | -           | -           | -           | 2      | 0      |        |
| ago. 2023-2024     | Ascoli             | B                  | 0          | 0          | CI              | -               | -               | -                  | -                  | -                  | -           | -           | -           | 0      | 0      |        |
| ago. 2024          | Ternana            | C                  | 0          | 0          | CI-C            | -               | -               | -                  | -                  | -                  | -           | -           | -           | 0      | 0      |        |
| Totale Ternana     | Totale Ternana     | Totale Ternana     | 28         | 1          |                 | 2               | 0               |                    | -                  | -                  |             | -           | -           | 30     | 1      |        |
| set. 2024-2025     | Istria 1961        | 1.HNL              | 8          | 0          | HC              | 2               | 1               | -                  | -                  | -                  | -           | -           | -           | 10     | 1      |        |
| Totale carriera    | Totale carriera    | Totale carriera    | 200+4      | 9          |                 | 12              | 1               |                    | -                  | -                  |             | -           | -           | 216    | 10     |        |